# Kościół Świętej Trójcy w Chwarstnicy
Kościół Świętej Trójcy w Chwarstnicy – katolicki kościół parafialny zlokalizowany we wsi Chwarstnica w gminie Gryfino, w powiecie gryfińskim (województwo zachodniopomorskie).

## Historia i architektura
Kościół datowany jest na 2. połowę XIV wieku. Jest budowlą salową na planie wydłużonego prostokąta, murowaną z kamieni narzutowych. Kryty jest dwuspadowym dachem, narożniki zdobione są sterczynami. Elewację wschodnią wieńczy szczyt z ostrołukowymi blendami w układzie piramidalnym. W ścianie północnej znajduje się uskokowy, ostrołukowy portal. Drugi portal, w ścianie zachodniej, został zamurowany. Wszystkie otwory okienne posiadają ostrołukowe obramienia. W XIX wieku do kościoła dostawiona została drewniana wieża, nakryta dachem namiotowym z krzyżem.
Wnętrze kościoła nakrywa płaski, drewniany strop. W tylnej części świątyni znajduje się wsparta na słupach drewniana empora chórowa. Zachowały się XIX-wieczne ławki, resztę wyposażenia wymieniono w trakcie przeprowadzonego w latach 1989–1990 remontu.
Po II wojnie światowej kościół został konsekrowany jako świątynia katolicka w dniu 20 stycznia 1946 roku przez ks. Jana Palicę.

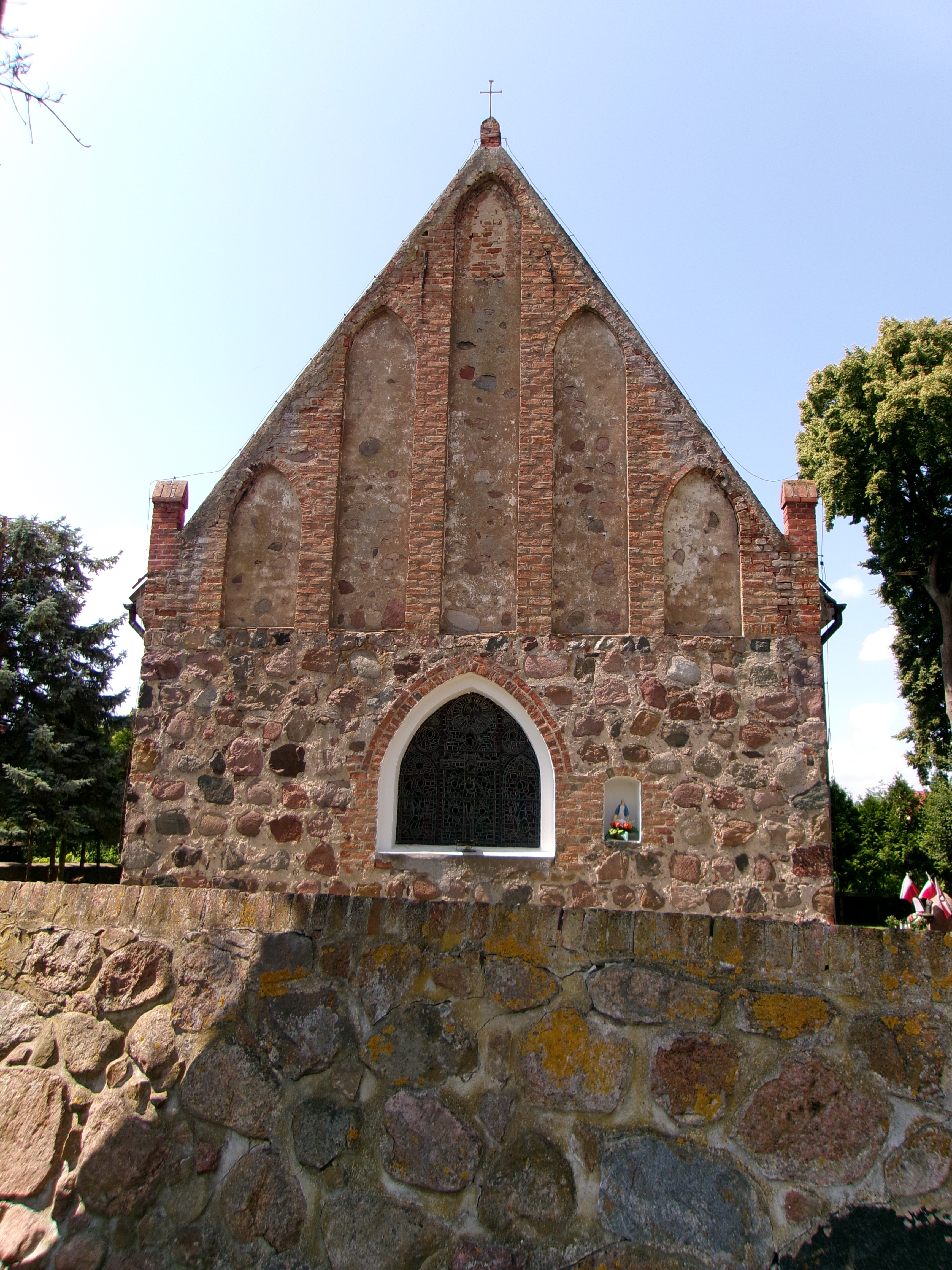
Kościół Świętej Trójcy w Chwarstnicy – elewacja wschodnia
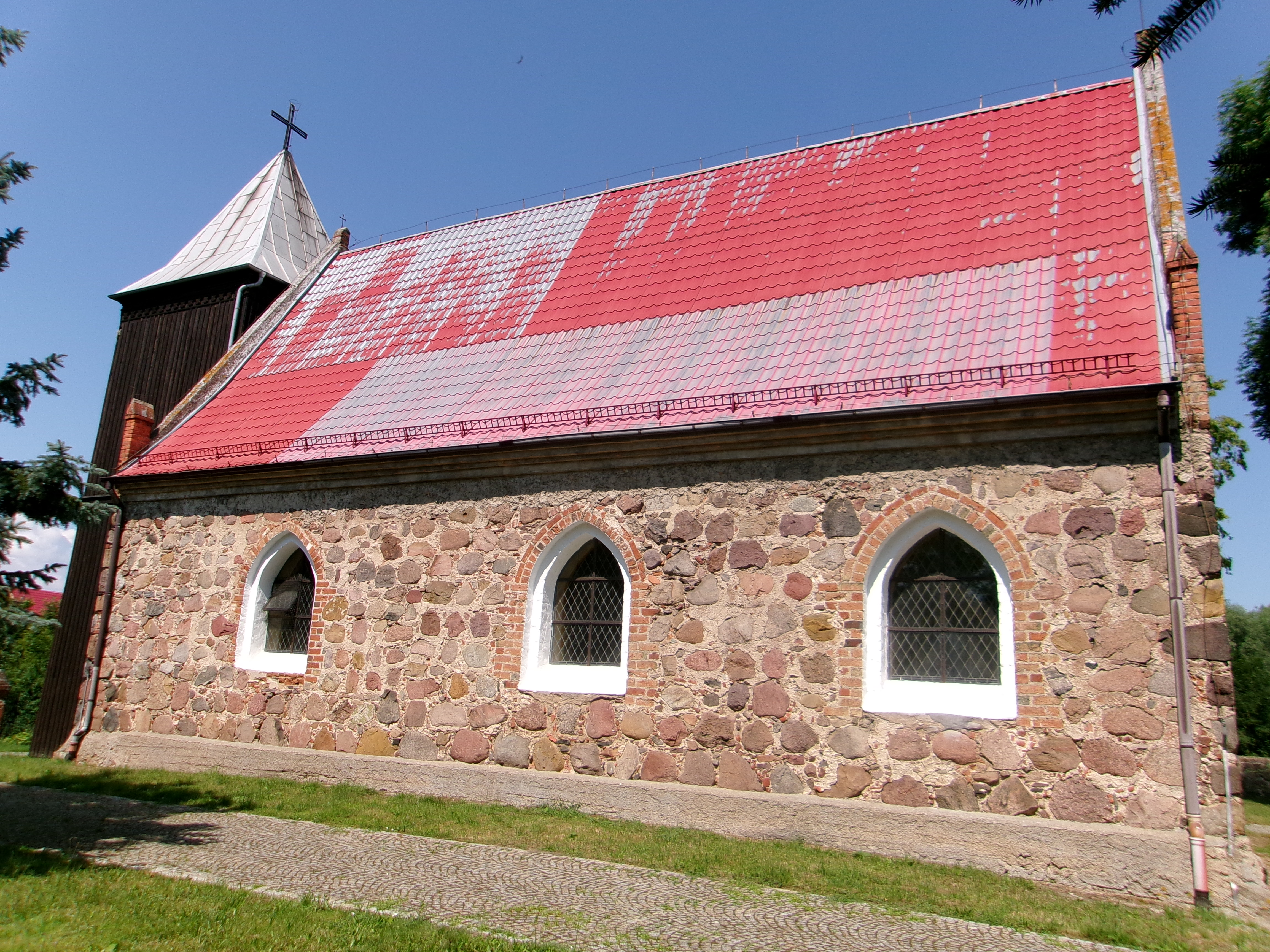
Kościół Świętej Trójcy w Chwarstnicy – elewacja południowa
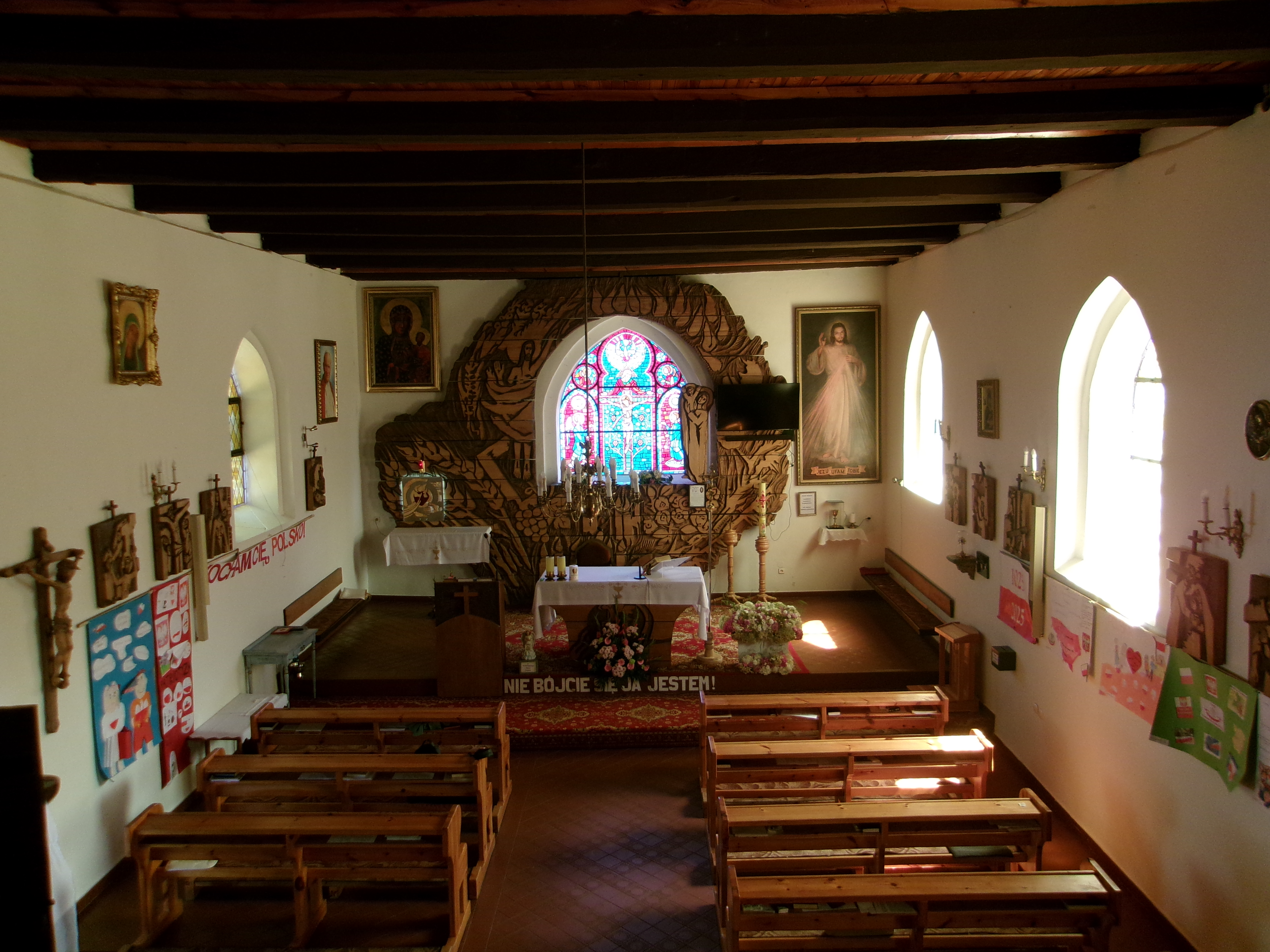
Wnętrze kościoła
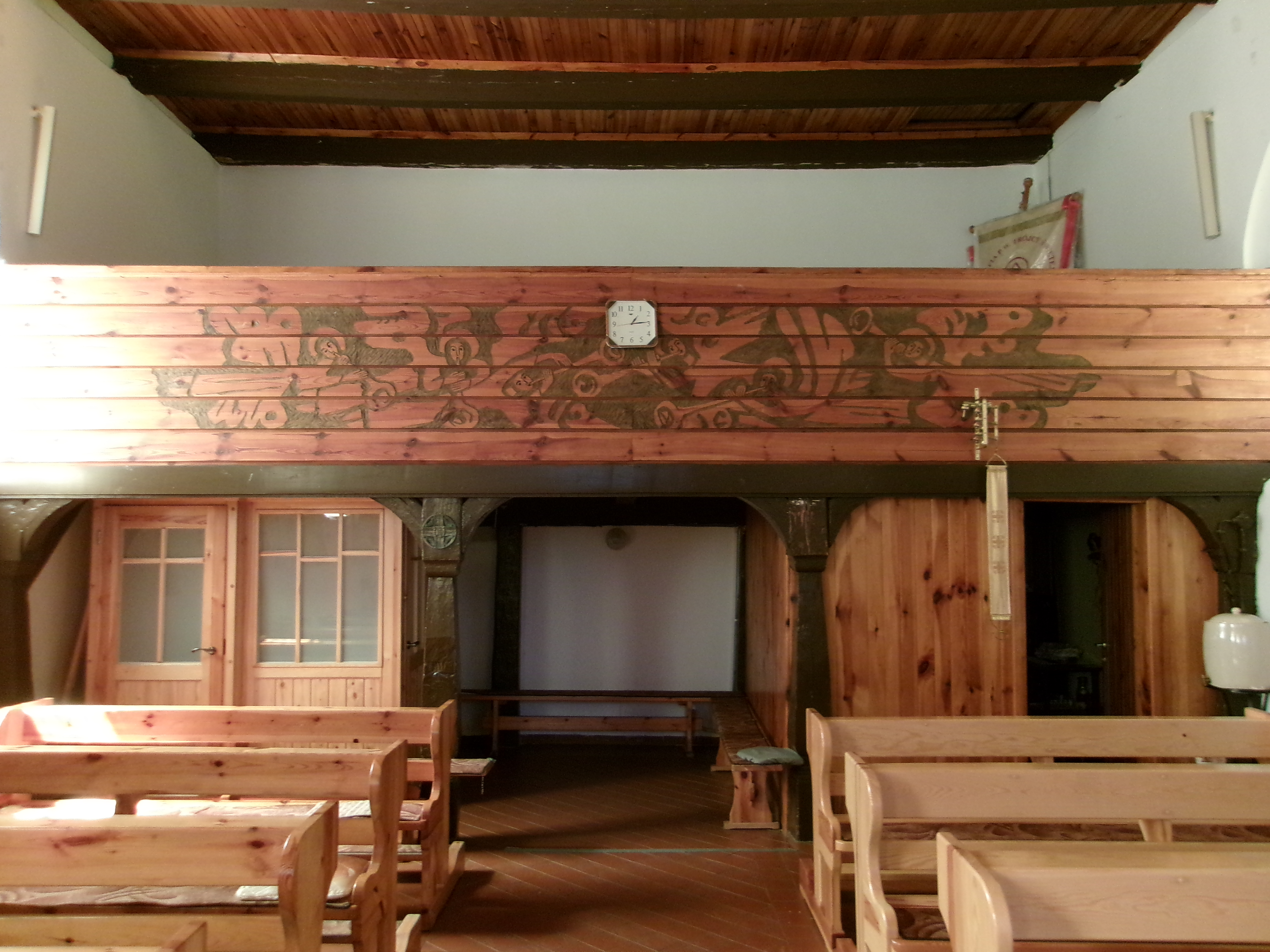
Empora